# Luxiaria rescripta
Luxiaria rescripta är en fjärilsart som beskrevs av Louis Beethoven Prout 1926. Luxiaria rescripta ingår i släktet Luxiaria och familjen mätare. Inga underarter finns listade i Catalogue of Life.